# تاكومي كيوموتو
تاكومي كيوموتو (باليابانية: 清本 拓己) (7 يونيو 1993 في سكي غيفو في اليابان – )؛ هو لاعب كرة قدم ياباني سابق كان يلعب كلاعب وسط.

## وصلات خارجية
- تاكومي كيوموتو على موقع رابطة كرة القدم اليابانية للمحترفين (اليابانية)
- تاكومي كيوموتو على موقع دوري كوريا الجنوبية (الإنجليزية)
- تاكومي كيوموتو على موقع قاعدة بيانات كرة القدم.إي يو (الإنجليزية)
- تاكومي كيوموتو على موقع Soccerway.com (الإنجليزية)
- تاكومي كيوموتو على موقع عالم كرة القدم.نت (الإنجليزية)